# Coppa FIRA 1981-1982
La Coppa FIRA 1981-82 (in francese Trophée européen FIRA 1981-82), anche Coppa Europa 1981-82, fu il 22º campionato europeo di rugby a 15 organizzato dalla FIRA.
Si tenne dal 25 ottobre 1981 al 22 maggio 1982 tra 5 squadre che si affrontarono con la formula del girone unico.
Il trofeo fu vinto per la diciottesima volta dalla Francia, anche se l'Italia, giunta seconda, le contese il titolo e perse l'incontro diretto a Carcassonne solo 19-25, punteggio che prima dell'inizio del tempo di recupero era ancora 19-21 a favore dei francesi; gli Azzurri suggellarono il loro eccellente campionato battendo la Romania a Rovigo, risultato che servì a consolidare la piazza d'onore a solo due punti dalla Francia.
Non vi furono retrocessioni in seconda divisione, ma il Marocco salì in prima, che l'anno successivo passò così a 6 squadre, mentre la Tunisia scese in terza divisione rimpiazzata dalla Svezia che salì di categoria.

## Squadre partecipanti
| 1ª divisione     | 2ª divisione | 3ª divisione |
| ---------------- | ------------ | ------------ |
| Francia          | Marocco      | Belgio       |
| Italia           | Paesi Bassi  | Danimarca    |
| Germania Ovest   | Portogallo   | Jugoslavia   |
| Romania          | Polonia      | Svezia       |
| Unione Sovietica | Spagna       | Svizzera     |
|                  | Tunisia      |              |

## 1ª divisione
| Data       | Incontro                 | Risultato | Sede        |
| ---------- | ------------------------ | --------- | ----------- |
| 25-10-1981 | URSS ― Italia            | 12-12     | Mosca       |
| 1-11-1981  | Francia ― Romania        | 17-9      | Narbona     |
| 1-11-1981  | Germania O. ― URSS       | 10-7      | Hannover    |
| 29-11-1981 | Italia ― Germania O.     | 23-0      | Rovigo      |
| 21-2-1982  | Francia XV ― Italia      | 25-19     | Carcassonne |
| 21-3-1982  | Germania O. ― Francia XV | 15-53     | Heidelberg  |
| 4-4-1982   | Romania ― Germania O.    | 60-18     | Bucarest    |
| 11-4-1982  | Italia ― Romania         | 21-15     | Rovigo      |
| 9-5-1982   | Romania ― URSS           | 18-3      | Bucarest    |
| 22-5-1982  | URSS ― Francia XV        | 10-10     | Mosca       |

|  | Classifica       | G | V | N | P | PF  | PS  | P±   | PT |
|  | ---------------- | - | - | - | - | --- | --- | ---- | -- |
|  | Francia          | 4 | 3 | 1 | 0 | 105 | 53  | +52  | 11 |
|  | Italia           | 4 | 2 | 1 | 1 | 75  | 52  | +23  | 9  |
|  | Romania          | 4 | 2 | 0 | 2 | 102 | 59  | +43  | 8  |
|  | Unione Sovietica | 4 | 0 | 2 | 2 | 32  | 50  | -18  | 6  |
|  | Germania Ovest   | 4 | 1 | 0 | 3 | 43  | 143 | -100 | 6  |

## 2ª divisione
| Data      | Incontro                 | Risultato | Sede        |
| --------- | ------------------------ | --------- | ----------- |
| 1-10-1981 | Paesi Bassi ― Marocco    | 3-10      | Hilversum   |
| 4-10-1981 | Paesi Bassi ― Polonia    | 9-19      | Hilversum   |
| 1-11-1981 | Marocco ― Polonia        | 6-3       | Casablanca  |
| 21-2-1982 | Spagna XV ― Tunisia      | 7-3       | Burgas      |
| 21-2-1982 | Marocco ― Spagna         | 6-0       | per forfait |
| 28-2-1982 | Spagna ― Paesi Bassi     | 25-12     | Barcellona  |
| 7-3-1982  | Tunisia ― Paesi Bassi    | 6-15      | Tunisi      |
| 21-3-1982 | Portogallo ― Marocco     | 7-26      | Lisbona     |
| 28-3-1982 | Portogallo ― Spagna      | 13-32     | Lisbona     |
| 17-4-1982 | Portogallo ― Tunisia     | 13-16     | Lisbona     |
| 25-4-1982 | Paesi Bassi ― Portogallo | 12-16     | Hilversum   |
| 28-4-1982 | Polonia ― Portogallo     | 38-13     | Łódź        |
| 9-5-1982  | Polonia ― Spagna         | 32-6      | Puławy      |
| 22-5-1982 | Tunisia ― Polonia        | 3-16      | Tunisi      |
| 1-7-1982  | Marocco ― Tunisia        | 6-4       | Casablanca  |

|               | Classifica  | G | V | N | P | PF  | PS  | P±  | PT |
| ------------- | ----------- | - | - | - | - | --- | --- | --- | -- |
|               | Marocco     | 5 | 5 | 0 | 0 | 54  | 17  | +37 | 15 |
|               | Polonia     | 5 | 4 | 0 | 1 | 108 | 37  | +71 | 13 |
|               | Spagna      | 5 | 3 | 0 | 2 | 70  | 66  | +4  | 10 |
|               | Paesi Bassi | 5 | 1 | 0 | 4 | 51  | 76  | -25 | 7  |
|               | Portogallo  | 5 | 1 | 0 | 4 | 62  | 124 | -62 | 7  |
| Retrocessione | Tunisia     | 5 | 1 | 0 | 4 | 32  | 57  | -25 | 7  |

## 3ª divisione
| Data       | Incontro               | Risultato | Sede          |
| ---------- | ---------------------- | --------- | ------------- |
| 24-10-1981 | Svezia ― Belgio        | 15-9      | Karlstad      |
| 24-10-1981 | Svizzera ― Danimarca   | 34-21     | Losanna       |
| 15-11-1981 | Danimarca ― Svezia     | 6-7       | Frederiksborg |
| 27-11-1981 | Svizzera ― Jugoslavia  | 0-10      | Losanna       |
| 29-11-1981 | Belgio ― Jugoslavia    | 10-6      | Liegi         |
| 6-3-1982   | Belgio ― Svizzera      | 10-6      | Anversa       |
| 24-4-1982  | Danimarca ― Belgio     | 12-16     | Copenaghen    |
| 8-5-1982   | Jugoslavia ― Svezia    | 9-17      | Lubiana       |
| 15-5-1982  | Jugoslavia ― Danimarca | 46-4      | Zenica        |
| 20-5-1982  | Svezia ― Svizzera      | 10-3      | Enköping      |

|  | Classifica | G | V | N | P | PF | PS  | P±  | PT |
|  | ---------- | - | - | - | - | -- | --- | --- | -- |
|  | Svezia     | 4 | 4 | 0 | 0 | 77 | 27  | +50 | 12 |
|  | Belgio     | 4 | 3 | 0 | 1 | 44 | 33  | 11  | 10 |
|  | Jugoslavia | 4 | 2 | 0 | 2 | 65 | 30  | 35  | 8  |
|  | Svizzera   | 4 | 1 | 0 | 3 | 43 | 51  | -8  | 6  |
|  | Danimarca  | 4 | 0 | 0 | 4 | 43 | 131 | -88 | 4  |